# نبرد در دریاچه چانگ‌جین ۲
نبرد در دریاچه چانگ‌جین ۲ (به انگلیسی: The Battle at Lake Changjin II) که همچنین به عنوان پل واتر گیت (به انگلیسی: Water Gate Bridge) شناخته می‌شود، یک فیلم جنگی حماسی چینی محصول ۲۰۲۲ و دنباله نبرد در دریاچه چانگین (۲۰۲۱) است. کارگردانی آن بر عهده چن کایگه، تسویی هارک و دانته لام بوده و وو جینگ، جکسون یی و دوان یی هونگ در آن ایفای نقش کرده‌اند. این فیلم یادبود صدمین سالگرد حزب کمونیست چین است و بر اساس نبردهای تاریخی در گذرگاه فونچیلین در طول نبرد مخزن چوسین در جنگ کره است. این فیلم در ۱ فوریه ۲۰۲۲ (سال نو چینی) اکران شد و با ۶۲۶ میلیون دلار فروش در سراسر جهان به نهمین فیلم پرفروش سال ۲۰۲۲ تبدیل شد.

## داستان
پس از نبرد در سینگ‌هون-نی و هاگارو-ری،  گروه هفتم ارتش داوطلب خلق چین به پل واتر گیت در گذرگاه فونچیلین می‌رسد، که از یک نقطه استراتژیک در لشکر ۱ دریایی آمریکا محافظت می‌کند. مسیر عقب‌نشینی و گروهان هفتم با نیروهای آمریکایی وارد عملیات تک تیراندازی می‌شود.

## بازیگران
| بازیگر       | نقش                | شرح                                                                        | یادداشت                         |
| ------------ | ------------------ | -------------------------------------------------------------------------- | ------------------------------- |
| وو جینگ      | وو کیانلی          | فرمانده گروهان هفتم                                                        | بر اساس لی چانگیان (李昌言)     |
| جکسون یی     | وو وانلی           | سرباز دسته توپخانه گروهان هفتم، برادر کوچکتر وو کیانلی                     |                                 |
| دوان یی هونگ | تان زیوی           | فرمانده گردان سوم                                                          |                                 |
| زو یاون      | می شنگ             | کمیسر سیاسی شرکت هفتم                                                      | بر اساس ژوانگ یواندونگ (庄元东) |
| لی چن        | یو کنگرونگ         | فرمانده گروهان آتش‌نشانی هفتم                                               |                                 |
| الویس هان    | پینگ او            | تک تیرانداز در گروهان هفتم                                                 |                                 |
| ژانگ هانیو   | آهنگ شیلون         | معاون فرمانده ارتش داوطلب مردمی و فرمانده و کمیسر سیاسی گروه نهم ارتش آزاد |                                 |
| جنگ له       | فرمانده گردان یانگ |                                                                            |                                 |
| دو چون       |                    |                                                                            |                                 |

### پاسخ انتقادی
این فیلم در سایت‌های چینی دوبان و مائویان به ترتیب امتیاز ۷٫۲ از ۱۰ و ۹٫۶ از ۱۰ را در مقایسه با نسخهٔ پیشین خود (۷٫۴ و ۹٫۵) دریافت کرده‌است.
سی‌ان‌ان اشاره کرد که فیلم اصلی دریاچه چانگجین که دنباله آن بر پایهٔ آن ساخته شده‌است به سفارش بخش تبلیغات حزب کمونیست چین ساخته شده‌است در حالی که بیزینس اینسایدر گفت که این فیلم بخشی از یک ژانر سرگرمی سینمای چین است که چین و کمونیست چینی و حزب و ارتش آزادی‌بخش خلق را ستایش می‌کند.
اسکات مندلسون از فوربس این فیلم را «فقط یک فیلم اکشن» خواند و گفت که این فیلم میهن‌پرستانه است اما «نه کاملاً ملی‌گرایانه یا وحشتناک جنگویستی».

## یادداشت
1. ↑  طوری که در نبرد در دریاچه چانگ‌جین نشان داده شد.